# Anthony Racioppi
Anthony Racioppi (* 31. Dezember 1998 in Genf) ist ein Schweizer Fussballtorhüter.

## Karriere

### Verein
Anthony Racioppi begann mit dem Fussballspielen bei CS Chênois im Randbereich von Genf und wechselte später über die nahegelegene französische Grenze in die Fussballschule (Centre de Formation) von Olympique Lyon (OL). In der Saison 2016/17, seinem letzten Jahr in der A-Jugend (U19), absolvierte er sechs Spiele in der UEFA Youth League, aus der OL nach der Gruppenphase ausschied. Am 6. Mai 2018 stand Racioppi beim 3:0-Heimsieg der Profimannschaft in der Ligue 1 gegen ES Troyes AC erstmals im Kader. Ohne Pflichtspieleinsatz für Lyon wechselte er im September 2020 innerhalb der Ligue 1 zum FCO Dijon und erhielt im November 2020 unter Interimscoach David Linarès den Vorzug gegenüber seinem Konkurrenten Saturnin Allagbé. In seiner zweiten Saison kam er dort nur noch selten zum Einsatz, und so wechselte Racioppi im Januar 2022 in die Heimat zum amtierenden Meister BSC Young Boys, wo er am 29. Januar seinen ersten Einsatz hatte. Mit den Young Boys wurde er 2023 Schweizer Meister.
Im Januar 2025 wurde er vom 1. FC Köln bis zum Saisonende mit anschließender Kaufoption verpflichtet.

### Nationalmannschaft
Nachdem Anthony Racioppi von der U17 bis zur U19 zum Kader der Schweizer Auswahlmannschaften gehört hatte, debütierte er am 4. September 2017 im Freundschaftsspiel in Winterthur gegen England für die U20-Mannschaft.
Am 16. November 2018 lief Racioppi beim 1:1-Unentschieden im Testspiel im spanischen La Manga gegen Frankreich erstmals für die Schweizer U21-Nationalmannschaft auf.